# Ґаутам-Будх-Наґар (округ)
Ґаутам-Будх-Наґар (гінді गौतम बुद्ध नगर जिला, англ. Gautam Budh Nagar district) — округ індійського штату Уттар-Прадеш в межах Національного столичного регіону із центром у містах Сураджпур і Ноїда. Округ є важливим промисловим центром штату.

## Ресурси Інтеренту
- Gautam Budh Nagar district [Архівовано 21 грудня 2009 у Wayback Machine.] Maps of India
- Gautam Budh Nagar district UP Online

| Індія | Це незавершена стаття з географії Індії. Ви можете допомогти проєкту, виправивши або дописавши її. |